# Nemunėlio Radviliškis
Nemunėlio Radviliškis è una città del distretto di Biržai della contea di Panevėžys, sita alla confluenza dei fiumi Apaščia e Nemunėlis, nel nord-est della Lituania al confine con la Lettonia. Secondo un censimento del 2011, la popolazione ammonta a 300 abitanti.
È il centro più importante dell’omonima seniūnija.

## Storia

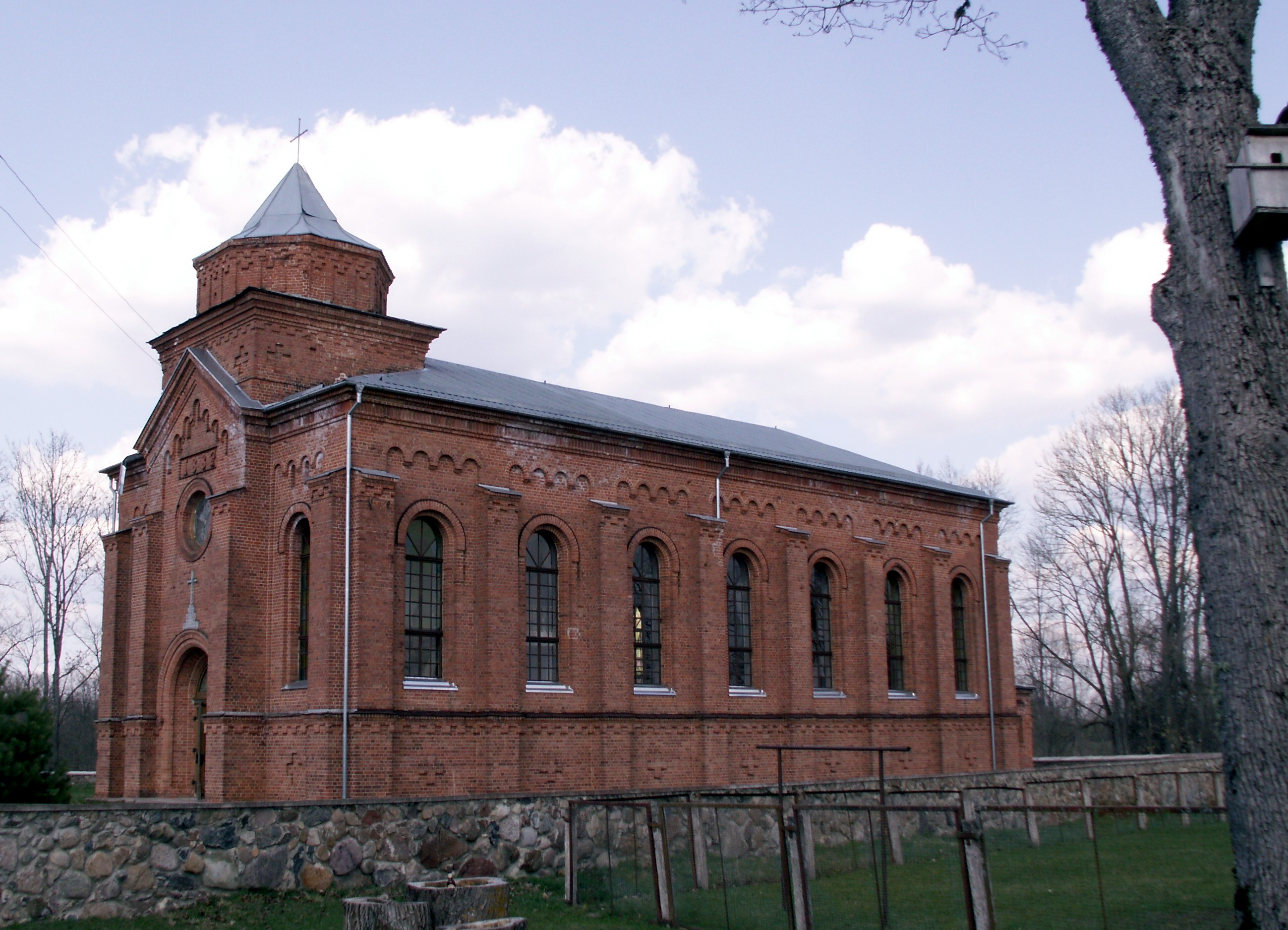
Chiesa protestante di Nemunėlio Radviliškis

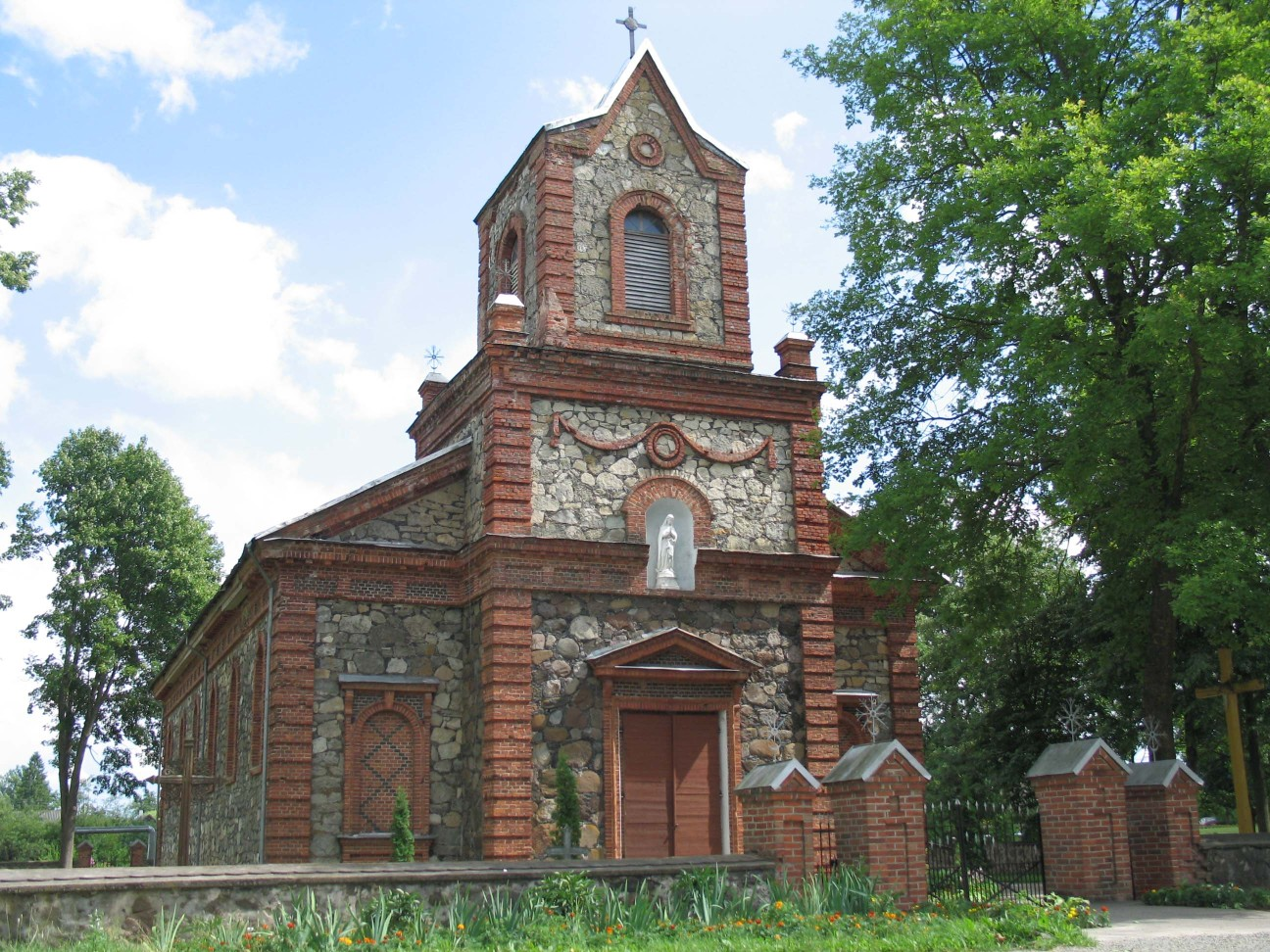
Chiesa cattolica di Maria di Nemunėlio Radviliškis

Nell'insediamento, sono state rinvenute due antiche spille in bronzo di epoca romana. Esse hanno forma piatta, simmetrica e con ornamenti di teste di animali.
Nemunėlio Radviliškis è menzionata per la prima volta in fonti storiche nel 1586 Fu fondata dalla famiglia dei Radziwiłł. Nel corso del 1700 furono realizzate sia la chiesa cattolica che quella protestante. In questo insediamento infatti, come in tutta la regione di Biržai, persone di diverse fedi hanno vissuto insieme per molti secoli. In Lituania, come negli altri due Paesi baltici, i riformatori evangelici non riuscirono a costituirsi in ampie comunità. Il sinodo della diocesi di Vilnius proibì nel 1744 ai bambini cattolici di essere formati dagli evangelici e di contrarre matrimoni tra persone di diverso orientamento religioso.
La cittadina di Nemunėlio Radviliškis divenne spesso accampamento per le truppe svedesi che si dirigevano verso la fortezza di Biržai. Successivamente, il campo militare svedese si trasferì da Nemunėlio Radviliškis a Pasvalys.
Il centro abitato ha profonde tradizioni educative. Già nel 1590, furono fondati i riformatori evangelici e nel corso del 1800 la scuola cattolica.
Dal 2006 lo stemma attuale di Nemunėlio Radviliškis è quello ufficiale.